# Jean Bernard Jauréguiberry

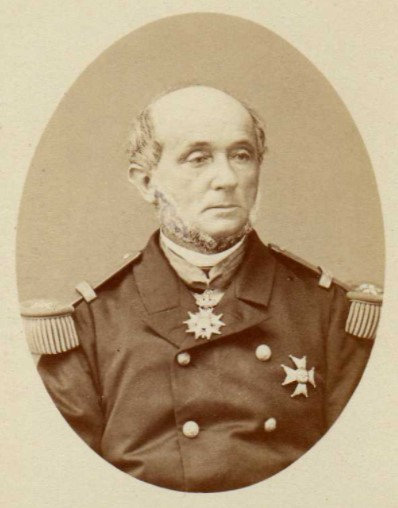
Jean Bernard Jauréguiberry

Jean Bernard Jauréguiberry (* 26. August 1815 in Bayonne; † 21. Oktober 1887 in Paris) war ein französischer Admiral.

## Leben
Jean Bernard Jauréguiberry trat 1832 in die Marine ein, kämpfte im Krimkrieg und in China mit, war Gouverneur der französischen Besitzungen am Senegal und wurde 1869 zum Konteradmiral ernannt.
Nach dem Sturz des Kaiserreichs 1870 trat er in die Landarmee ein, befehligte erst in der Loirearmee in den Kämpfen bei Orléans im November und Dezember 1870 die 1. Division des XVI. Korps. In der Schlacht von Le Mans (12. Januar 1871) führte er dieses Korps unter General Chanzy selbst und zeichnete sich durch Tapferkeit und geschickte Führung seiner Truppen aus.
Deswegen zum Vizeadmiral und Großoffizier der Ehrenlegion befördert (1879 auch Großkreuz), wurde er im September 1871 in die Nationalversammlung gewählt, trat aber im Dezember 1871 wieder aus, als er Marinepräfekt in Toulon wurde.
Vom 4. Februar 1879 bis zum September 1880 und vom Januar 1882 bis zum Januar 1883 verwaltete er in verschiedenen Kabinetten das Marineministerium. Er war seit 1879 als Sénateur inamovible Mitdlied des Senats.

## Ehrungen

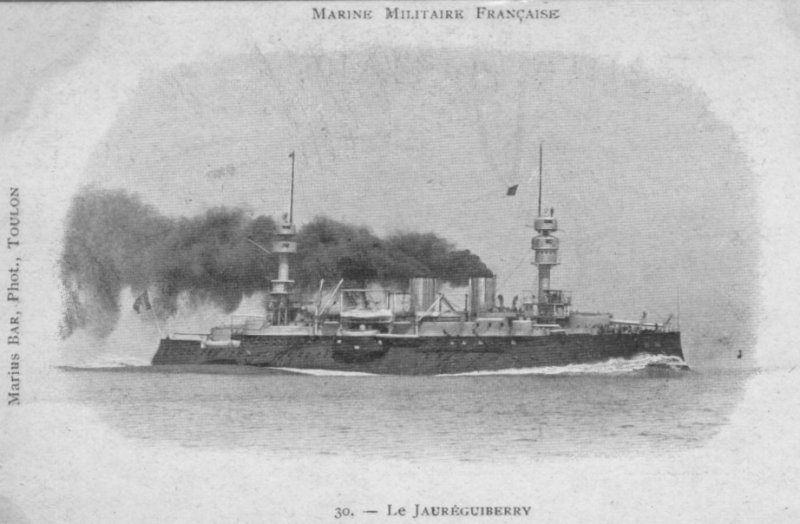
Das Schlachtschiff Jaureguiberry

Neben seiner Auszeichnungen in der Ehrenlegion wurden auch zwei französische Kriegsschiffe nach ihm benannt, zuerst das von 1893 bis 1934 im Einsatz befindliche Schlachtschiff Jauréguiberry und zuletzt der von 1958 bis 1977 im Einsatz befindliche Zerstörer Jauréguiberry (D637) der T53-Klasse.